# MGP 2000
MGP 2000, eller Børne1'erens Melodi Grand Prix, var det første MGP, som er en sangkonkurrence for børn mellem 8 og 15 år i Danmark. 
Konkurrencen er inspireret af Dansk Melodi Grand Prix og europæisk Melodi Grand Prix. Konkurrencen blev afholdt den 13. april 2000, præcis en måned før Brødrene Olsen vandt europæiske Melodi Grand Prix i Stockholm, Sverige. Vinderen blev FemininuM med sangen "Sort sort snak". Værterne var Camilla Ottesen og Peter Palshøj

## Deltagere
| Nummer | Deltagere      | Sang                      | Point | Placering |
| ------ | -------------- | ------------------------- | ----- | --------- |
| 1      | 4x tabere      | "Vi fører os frem"        | 60    | 3         |
| 2      | Sandra Elsfort | "Chicoola"                | 56    | 4         |
| 3      | FemininuM      | "Sort sort snak"          | 76    | 1         |
| 4      | Cecilie Jensen | "Du tog det hele fra mig" | 60    | 2         |
| 5      | SIXPACK        | "Gone"                    | 28    | 5         |

| Musik | Spire Denne musikartikel er en spire som bør udbygges. Du er velkommen til at hjælpe Wikipedia ved at udvide den. |